# 대한민국 국회 행정안전위원회
행정안전위원회(行政安全委員會, 영어: Security and Public Administration Committee)는 내무행정·선거에 관한 국회의 의사결정기능을 실질적으로 수행하는 국회 상임위원회이다.

## 설치 근거 및 소관 업무

### 설치 근거
- 국회법 [법률 제14840호, 2017.07.26 일부개정] 제37조[1]

### 소관 업무
- 행정안전부, 인사혁신처, 중앙선거관리위원회, 그리고 지방자치단체의 소관에 속하는 의안과 청원 등의 심사, 기타 법률에서 정하는 직무를 수행한다.

## 연혁
- 1948년 10월 2일: 내무치안위원회를 설치.
- 1951년 3월 15일: 내무치안위원회를 내무위원회로 개편.
- 1998년 3월 18일: 내무위원회를 행정자치위원회로 개편.
- 2008년 8월 25일: 행정자치위원회를 행정안전위원회로 개편.
- 2013년 3월 23일: 행정안전위원회를 안전행정위원회로 개편.
- 2017년 7월 26일: 안전행정위원회를 행정안전위원회로 개편.

## 직무
- 법률안 및 청원 등 심사
  - 소관 법률안의 심사 및 제안
  - 소관 청원의 심사
  - 동의안·결의안 등 기타 소관 의안의 심사 및 제안
- 예·결산 등 심사
  - 소관부처의 예산안·결산의 심사
  - 소관부처의 기금운용계획안 및 결산의 심사
- 국정감사 및 조사
  - 소관기관에 대한 국정감사
  - 특정 사안에 대한 국정조사
- 일반 국정통제
  - 소관 행정입법에 대한 검토
  - 법률에 정하는 소관기관 공직후보자에 대한 인사청문
  - 소관기관에 대한 일상적인 감시·통제
- 기타
  - 소관 진정의 처리
  - 소관분야 정책연구개발
- 인사청문회

## 소관 부처
- 행정안전부
  - 경찰청
  - 소방청
- 인사혁신처
- 중앙선거관리위원회

## 위원 명단
| 위원정수 | 현원   | 더불어민주당               | 국민의힘                | 기본소득당          | 조국혁신당          |  |
| 22       | 22     | 13                         | 7                       | 1                   | 1                   |  |
| -------- | ------ | -------------------------- | ----------------------- | ------------------- | ------------------- |  |
| 위원장   | 위원장 | 신정훈 - 전남 나주시화순군 |                         |                     |                     |  |
| 간사     | 간사   | 윤건영 - 서울 구로구 갑    | 조은희 - 서울 서초구 갑 |                     |                     |  |
| 위원     | 위원   |                            | 전남 나주시화순군       | - 용혜인 - 비례대표 | - 정춘생 - 비례대표 |  |

### 소위원회
| 소위원회                            | 소위원회 | 의원         | 의원     | 의원       | 의원       | 의원 |
| ----------------------------------- | -------- | ------------ | -------- | ---------- | ---------- | ---- |
| 소위원회                            | 소위원회 | 더불어민주당 | 국민의힘 | 기본소득당 | 조국혁신당 |      |
| 행정 및 인사법심사소위원회 (8인)    | 소위원장 |              |          |            |            |      |
| 행정 및 인사법심사소위원회 (8인)    | 소위원   |              |          |            |            |      |
| 안전 및 선거법심사소위원회 (8인)    | 소위원장 |              |          |            |            |      |
| 안전 및 선거법심사소위원회 (8인)    | 소위원   |              |          |            |            |      |
| 예산·결산 및 기금심사소위원회 (8인) | 소위원장 |              |          |            |            |      |
| 예산·결산 및 기금심사소위원회 (8인) | 소위원   |              |          |            |            |      |
| 청원심사소위원회 (3인)              | 소위원장 |              |          |            |            |      |
| 청원심사소위원회 (3인)              | 소위원   |              |          |            |            |      |

## 소관 법률

### 행정안전부
- 진실·화해를 위한 과거사정리 기본법
- 5.18민주화운동관련자보상등에 관한 법률
- 1980년해직공무원의보상등에 관한 법률
- 거창사건등관련자의명예회복에관한특별조치법
- 공무원교육훈련법
- 국가공무원법
- 경기도고양시설치와강원도춘성군의명칭변경에관한법률
- 경기도 남양주시 등 33개도농복합형태의 시설치등에 관한 법률
- 경기도 안성시 등 도농복합형태의 시설치등에 관한 법률
- 경기도 파주시등 5개도농복합형태의 시설치등에 관한 법률
- 경기도 평택시등 5개도농복합형태의 시설치등에 관한 법률
- 경상남도사무소의 소재지변경에 관한 법률
- 공공기관의 개인정보보호에 관한 법률
- 공공기관의 기록물 관리에 관한 법률
- 공공기관의 정보공개에 관한 법률
- 공무원연금법
- 공무원직장의의회의설립·운영에 관한 법률
- 공유재산및물품관리법
- 공유토지분할에 관한 특례법
- 공중화장실 등에 관한 법률
- 공직자윤리법
- 광명시등 시설치와 군관할구역변경에 관한 법률
- 광주민주화운동관련자보상등에 관한 법률
- 광주직할시 및 송정시 설치에 관한 법률
- 광주직할시와 전라남도의 관할구역변경 및 송정시·광산군폐지에 관한 법률
- 광주직할시와 전라남도의 관할구역의 조정 및 금성시명칭변경에 관한 법률
- 구리시등 11개 시설치와 군관할구역의 조정 및 금성시명칭변경에 관한 법률
- 국경일에 관한 법률
- 국민투표법
- 국장·국민장에 관한 법률
- 기부금품의 모집 및 사용에 관한 법률
- 남양주군설치와 군관할구역등 변경에 관한 법률
- 노근리사건 희생자 심사 및 명예회복에 관한 특별법
- 농어촌도로정비법
- 농어촌주택개량촉진법
- 대구직할시 및 인천직할시설치에 관한 법률
- 대전직할시설치에 관한 법률
- 대통령직인수에관한법률
- 대한지방행정공제회법
- 도농복합형태의 시설치에 따른 행정특례등에 관한 법률
- 도서개발촉진법
- 동해시등 시설치와 시·군관할구역 및 명칭변경에 관한 법률
- 민원사무처리에 관한 법률
- 민주화운동관련자 명예회복 및 보상 등에 관한 법률
- 민주화운동기념사업회법
- 바르게살기운동조직육성법
- 법령 등 공포에 관한 법률
- 부동산소유권이전등기등에 관한 특별조치법
- 부산직할시강서구설치 및 시도의 관할구역변경에 관한 법률
- 비영리민간단체지원법
- 상훈법
- 새마을금고법
- 새마을운동조직육성법
- 서울특별시광진구 등 9개자치구설치 및 특별시·광역시·도간관할구역변경 등에 관한 법률
- 서울특별시행정특례에 관한 법률
- 수복지구와 동인접지구의 행정구역에 관한 임시조치법
- 수복지역내소유자미복구토지의 복구등록과 보존등록과 보존등기에 관한 특별조치법
- 연호에관한법률
- 오산시 등 12개시 및 태안군설치와 군의 명칭변경에 관한 법률
- 오지개발촉진법
- 옥외광고물 등 관리법
- 온천법
- 울산광역시설치등에 관한 법률
- 위험직무 관련 순직공무원의 보상에 관한 법률
- 의문사진상규명에 관한 특별법
- 이북5도에 관한 특별조치법
- 인감증명법
- 인천직할시사무소의 소재지변경에 관한 법률
- 자원봉사활동 기본법
- 자전거이용 활성화에 관한 법률
- 전라남도광양시 등 2개도농복합형태의 시설치등에 관한 법률
- 전라남도여수시도농복합형태의 시설치등에 관한 법률
- 전자정부구현을 위한 행정업무등의 전자화촉진에 관한 법률
- 전직대통령예우에 관한 법률
- 접경지역지원법
- 정부조직법
- 제주4·3사건진상규명 및 희생자명예회복에 관한 특별법
- 제주특별자치도 설치 및 국제자유도시 조성을 위한 특별법
- 주민등록법
- 주민소환에 관한 법률
- 주민투표법
- 중앙행정권한의지방이촉진등에관한법률
- 지방공기업법
- 지방공무원 교육훈련법
- 지방공무원법
- 지방교부세법
- 지방분권촉진에 관한 특별법
- 지방세법
- 지방소도읍육성지원법
- 지방자치단체 기금관리기본법
- 지방자치단체를 당사자로 하는 계약에 관한 법률
- 지방자치단체에 두는 국가공무원의 정원에 관한 법률
- 지방자치단체출연 연구원의 설립 및 운영에 관한 법률
- 지방자치법
- 지방재정법
- 지적법
- 직능인경제활동지원에관한법률
- 책임운영기관의 설치·운영에 관한 법률
- 청원법
- 충청북도제원군등4개군의명칭변경에관한법률
- 한국자유총연맹육성에 관한 법률
- 한국지방재정공제회법
- 한국지방행정연구원 육성법
- 행정대집행법
- 행정사법
- 행정절차법
- 행정절차법의시행에따른공인회계사법등의정비에관한법률
- 일제강점하 강제동원피해 진상규명 등에 관한 특별법

### 경찰청
- 경범죄처벌법
- 경비업법
- 경찰공무원법
- 경찰공제회법
- 경찰관직무집행법
- 경찰대학설치법
- 경찰법
- 경찰직무응원법
- 대한민국재향경우회법
- 도로교통법
- 사격및사격장단속법
- 사행행위 등 규제 및 처벌특례법
- 유실물법
- 자동차교통관리개선특별회계법
- 전투경찰대설치법
- 집회 및 시위에 관한 법률
- 청원경찰법
- 총포·도검·화약류 등 단속법
- 풍속영업의 규제에 관한 법률
- 화염병사용등의처리에 관한 법률

### 소방청
- 다중이용업소의 안전관리에 관한 특별법
- 대한소방공제회법
- 민방위기본법
- 소방공무원법
- 소방기본법
- 소방법
- 소방시설공사업법
- 소방시설설치유지 및 안전관리에 관한 법률
- 소하천정비법
- 위험물안전관리법
- 유선 및 도선사업법
- 의무소방대설치법
- 자연재해대책법
- 재난 및 안전관리기본법
- 재해구호법
- 풍수해보험법
- 환경.교통.재해등에 관한 영향평가법

### 중앙선거관리위원회
- 공직선거법
- 선거관리위원회법
- 정당법
- 정치자금에관한법률